# Mülheim (Blankenheim)
Mülheim ist ein Ortsteil der Gemeinde Blankenheim (Ahr) im Kreis Euskirchen in Nordrhein-Westfalen.
Mülheim liegt umgeben von Wald an der A 1 und der B 51 in einer Talmulde zwischen Blankenheim und den Ortsteil Rohr und Reetz. 

## Geschichte

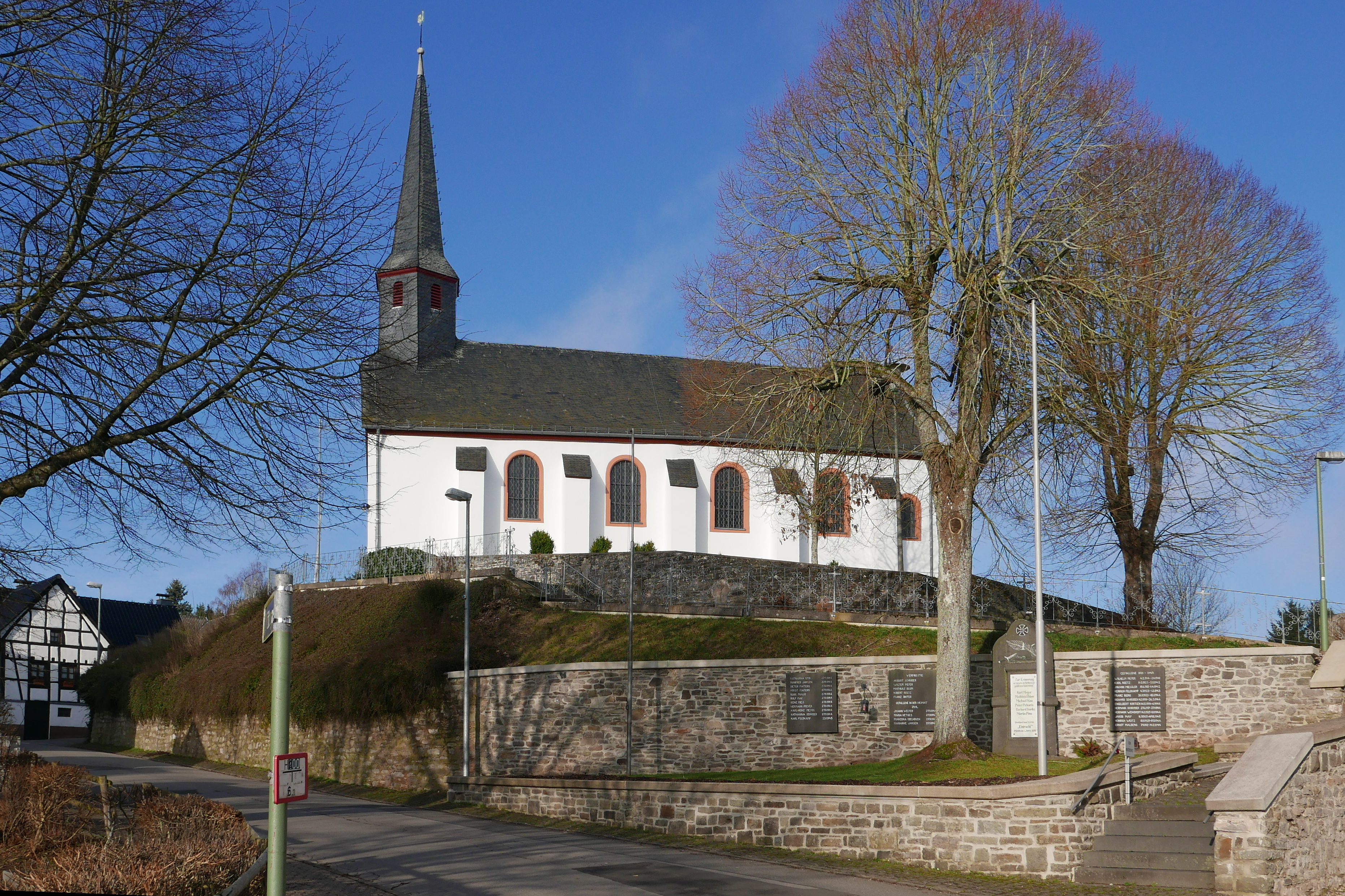
Pfarrkirche St. Johannes Baptist

Funde aus der Römerzeit (Steine und Münzen) zeugen von einer frühen Besiedlung der Region. Mülheim selbst wird jedoch erst 1300 urkundlich benannt.
Auf Veranlassung der Herzogin von Arenberg wurde die Kapelle in Mülheim im Jahre 1571 Pfarrkirche. Bis 1571 mit den benachbarten Rohr (und Reetz) eine Pfarrei bildend, löste sich 1872 auch Reetz und wurde eigenständige Pfarre. Wahrscheinlicher Ursprung der Ortsgründung von Mülheim ist eine Mühle.

### Neuzeit bis zur Französischen Revolution
Die Grafen und Herzöge von Arenberg warben schon 1567 und 1568 in ihren Territorien im Raum Lüttich Wallonen an, mit ihren Fachkenntnissen im Hüttenwesen ins Eifler Aremberger Land, wozu auch Mülheim gehörte, überzusiedeln.
Bis ins 18. Jahrhundert hinein ließen sich Familien wallonischer und vielleicht auch Schweizer Herkunft in Mülheim nieder.

### Auswanderer
Wie aus zahlreichen Nachbargemeinden, so suchten auch einige Mülheimer im 19. und beginnenden 20. Jahrhundert ihr Glück in der Auswanderung nach Übersee. Die Mehrzahl lebte als Farmer oder Handwerker in den USA und fand so ihr Auskommen. Der auf Grund einer Stiftung seitens einer aus Blankenheim gebürtigen US-Amerikanerin und deren Tochter 1901 „Auf dem Kalkbüsch“, einen Kilometer westlich des Ortes, auf der höchsten Erhebung der Gemeinde Blankenheim, errichtete Aussichtsturm wurde bereits 1934 wieder abgebrochen.

### Zweiter Weltkrieg und Nachkriegszeit

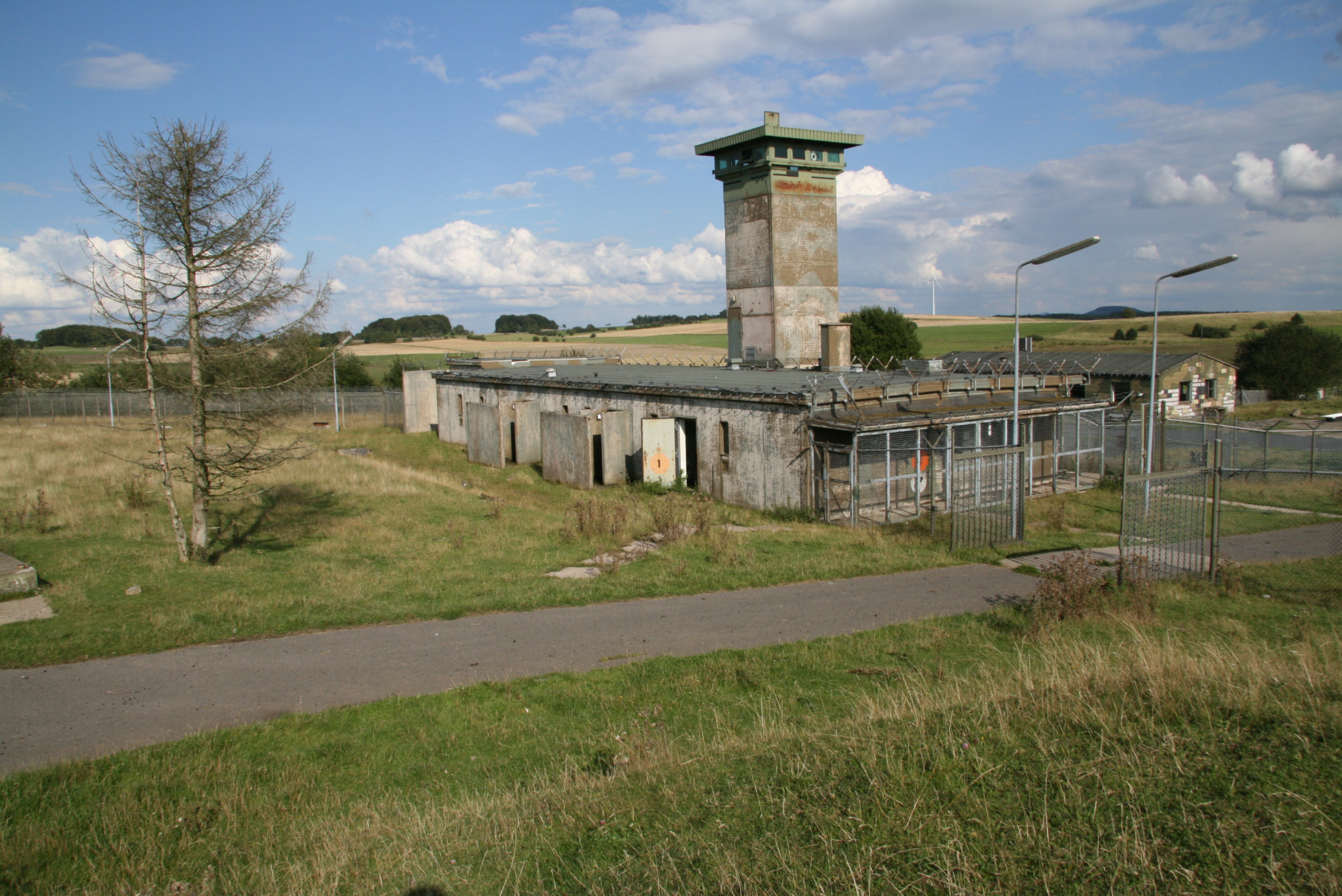
Verlassene belgische Nike-Raketenstellung

Neben zahlreichen Gefallenen an West- wie Ostfront hinterließ der Zweite Weltkrieg auch in Mülheim selbst schreckliche Spuren. Bei einem Fliegerangriff am 27. September 1944, der vermutlich die Bahnanlagen zum Ziel hatte, erhielt neben weiteren Wohnhäusern der Kindergarten einen Volltreffer. Neben der Betreuerin verloren zehn Kinder ihr Leben.
Zum Ende des Zweiten Weltkrieges wurde Mülheim von US-amerikanischen Truppen besetzt.
Ab 1963 betrieben die belgischen Streitkräfte südöstlich von Mülheim in der Gemarkung Reetz eine Raketenstellung, auf der als Teil der NATO-Luftabwehr bis Anfang der 1990er Jahre neun Nike-Raketen stationiert waren. Die Radar- und Steuerzentrale dieser Stellung befand sich unmittelbar westlich von Mülheim.
Am 1. Juli 1969 wurde Mülheim, das zuvor als Gemeinde zum Amt Blankenheim gehörte nach Blankenheim eingemeindet.

## Sehenswürdigkeiten

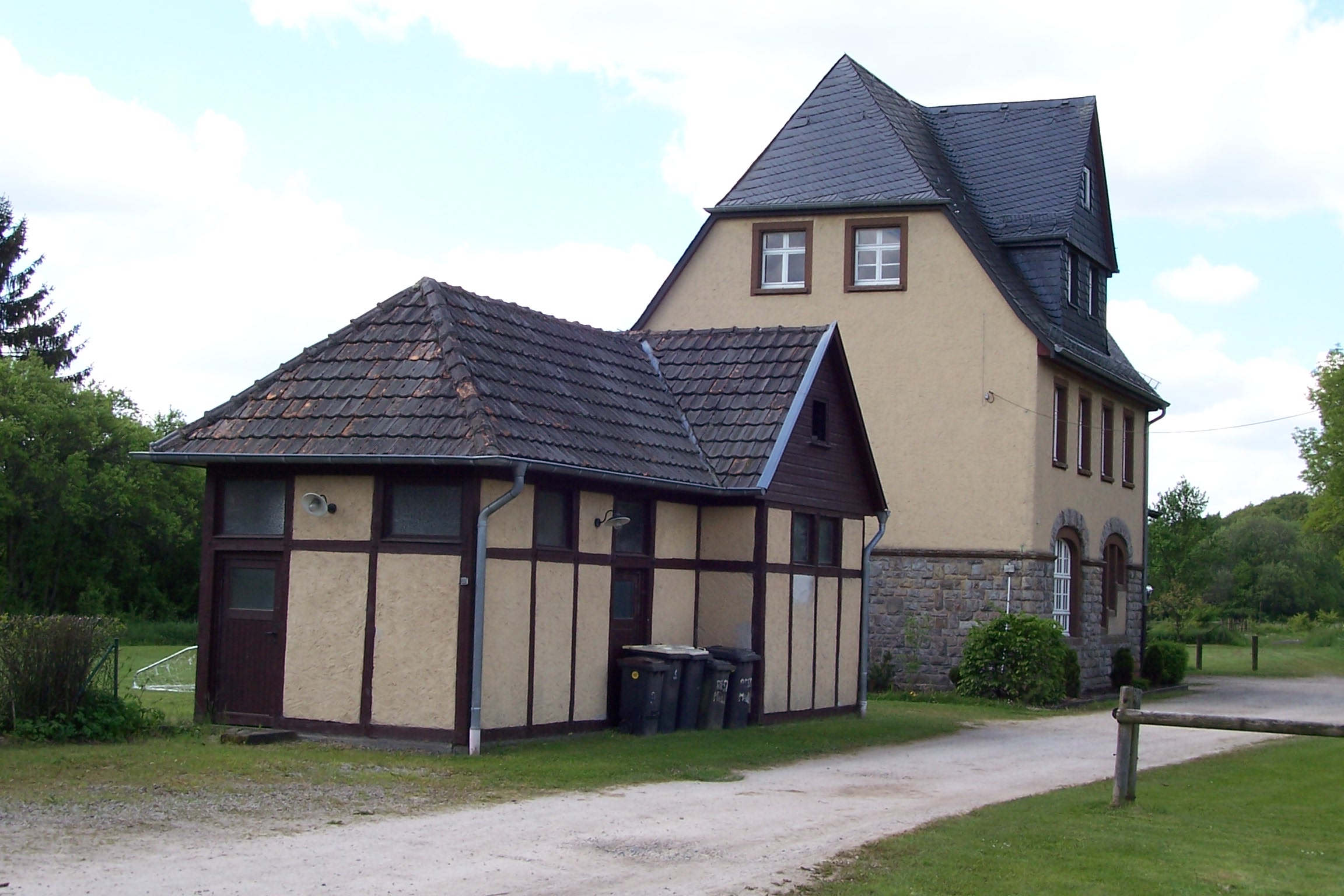
Ehemaliger Bahnhof Blankenheim-Mülheim

- Pfarrkirche St. Johannes Baptist, errichtet 1737 durch Baumeister Cazzuola
- Grabstein des Kirchenbaumeisters Cazzuola in der Mauer am Kirchberg
- Kalkofen aus dem 19. Jahrhundert (teilrestauriert)
- Bahnhofsgebäude (der stillgelegten Bahnstrecke Ahrdorf–Blankenheim; das heutzutage als Jugendherberge genutzt wird)
- Reste des Bahndamms der ehem. Oberen Ahrtalbahn
- ehem. Mühle (Eichergasse, am Mülheimer Bach)
- Fachwerkhäuser des 18. und 19. Jahrhunderts (diese sind mit Informationstafeln über den Hausnamen und frühere Bewohner, sowie deren Lebensweg ausgestattet.)

## Verkehr
Die VRS-Buslinie 824 der RVK verbindet den Ort mit Blankenheim, Tondorf und Bad Münstereifel, überwiegend als MIKE-Verkehr (ehemals TaxiBusPlus). Während die MIKE-Linie 825 wochentags nur zwischen Lindweiler, Rohr und Tondorf verkehrt, hält sie im Nachtverkehr und sonn- und Feiertags ebenfalls als MIKE in Mülheim und Blankenheim Busbf. Zusätzlich gibt es eine Fahrt der Schulbuslinie 760 der Gemeinde Blankenheim von Blankenheim Grundschule über Frankenring, Finkenberg-Schulzentrum und Mülheim nach Tondorf.  Mülheim besitzt zu den drei regulären Bushaltestellen Mülheim, Mülheim Kindergarten und Mülheimer Haus, auch fünf virtuelle Haltestellen. Diese werden ausschließlich vom MIKE-Verkehr bedient. Die Bahnstrecke Ahrdorf–Blankenheim wurde im Bereich Mülheim bis 1958 bzw. 1961 stillgelegt und nachfolgend abgebaut.
| Linie | Verlauf |
| ----- | --- |
| 824   | MiKE (außer im Schülerverkehr): Blankenheim – Mülheim – Tondorf – Buir – Holzmülheim – Frohngau – Roderath – Bouderath – (Witscheiderhof – Bergrath) / Kolvenbach – Hohn – Eicherscheid – Bad Münstereifel Eifelbad – Bad Münstereifel Bf |
| 825   | MiKE (außer im Schülerverkehr): (Blankenheim – Mülheim) / Tondorf – Rohr – Lindweiler (– Rohr → Lommersdorf / ← Freilingen) |